# Tiétar

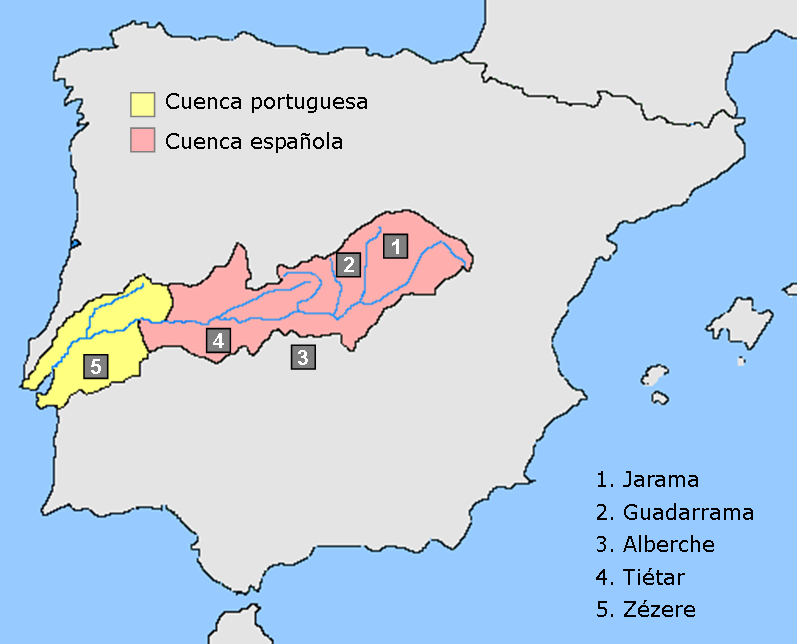
Río Tajo und seine wichtigsten Nebenflüsse

Der Río Tiétar ist ein ca. 380 km langer nördlicher Nebenfluss des Tajo in den Provinzen Ávila, Toledo und Cáceres in den Autonomen Regionen Kastilien-León, Kastilien-La Mancha und Extremadura in Zentralspanien.

## Verlauf
Der Río Tiétar entspringt im äußersten Osten der Sierra de Gredos auf Gemeindegebiet von Santa María del Tiétar in der Provinz Ávila in der Autonomen Region Kastilien-León. Er fließt durch dünn besiedeltes Gebiet nahezu konstant in südwestliche Richtung entlang der südlichen Ausläufer der bis zu 2592 m hohen Sierra de Gredos, deren südliche Abflüsse oder er sämtlich sammelt. Seine Mündung in den Tajo liegt ca. einen Kilometer südlich des Weilers (pedanía) Villarreal de San Carlos in der Provinz Cáceres in der Region Extremadura.

## Nebenflüsse und Stauseen
In den Río Tiétar münden zahlreiche Bäche (arroyos oder gargantas), die jedoch im Sommer und Frühherbst oft trockenfallen. Der Fluss wird zweimal gestaut:
- Embalse de Rosarito: Höhe der Staumauer 252 m, Einzugsgebiet (cuenca) 1754 km², max. Fassungsvermögen 82 Mio. m³[1]
- Embalse de Torrejon-Tiétar: Höhe der Staumauer 34 m, Einzugsgebiet (cuenca) 4436 km², max. Fassungsvermögen 12 Mio. m³[2]

## Uferlandschaft
Am gesamten Mittel- und Unterlauf des Río Tiétar gibt es aufgrund der zerklüfteten Landschaft und der dort vorherrschenden Trockenbuschwälder keine einzige menschliche Ansiedlung; seine Mündung liegt im Nationalpark Monfragüe, der eine große Vielfalt an Greifvögeln aufweist.

## Sehenswürdigkeiten
Zu den bedeutendsten Sehenswürdigkeiten am Río Tiétar gehören die mittelalterlichen bzw. frühneuzeitlichen Brücken Puente Mosquea, Puente Chico, Puente de La Iglesuela, Puente de Valdeolivas und Puente del Cardenal.

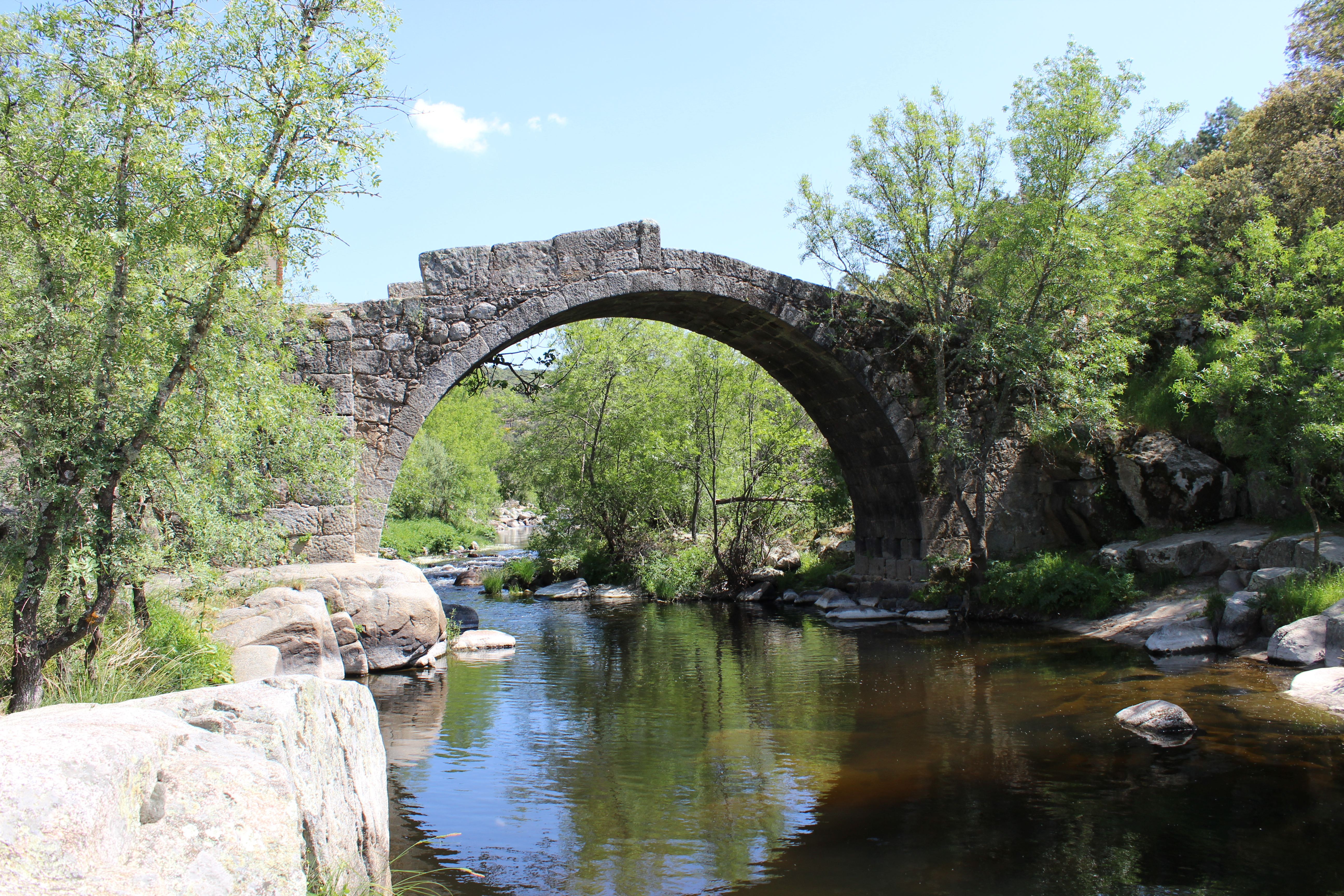
Puente romano de La Iglesuela
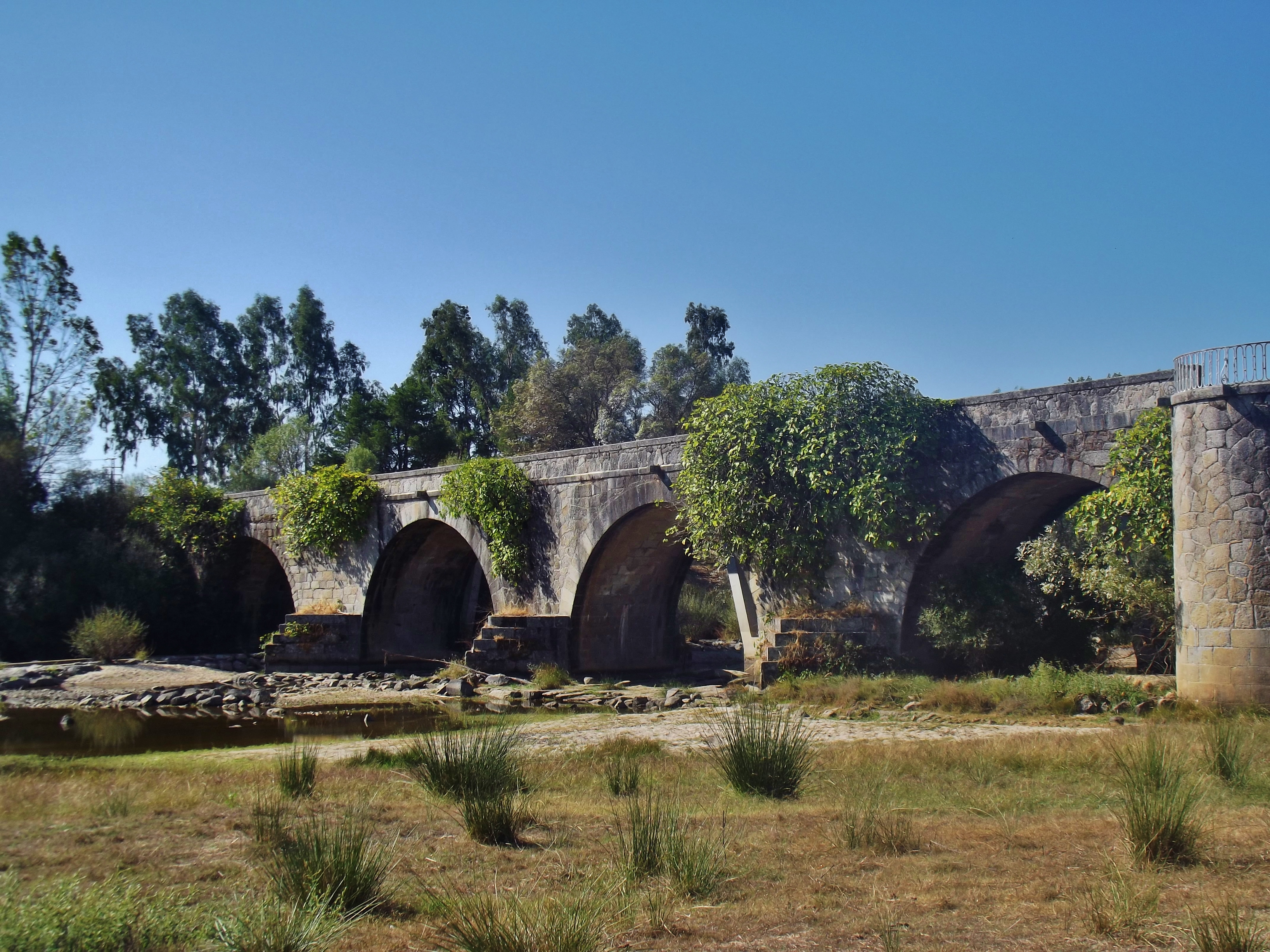
Puente de Valdeolivas
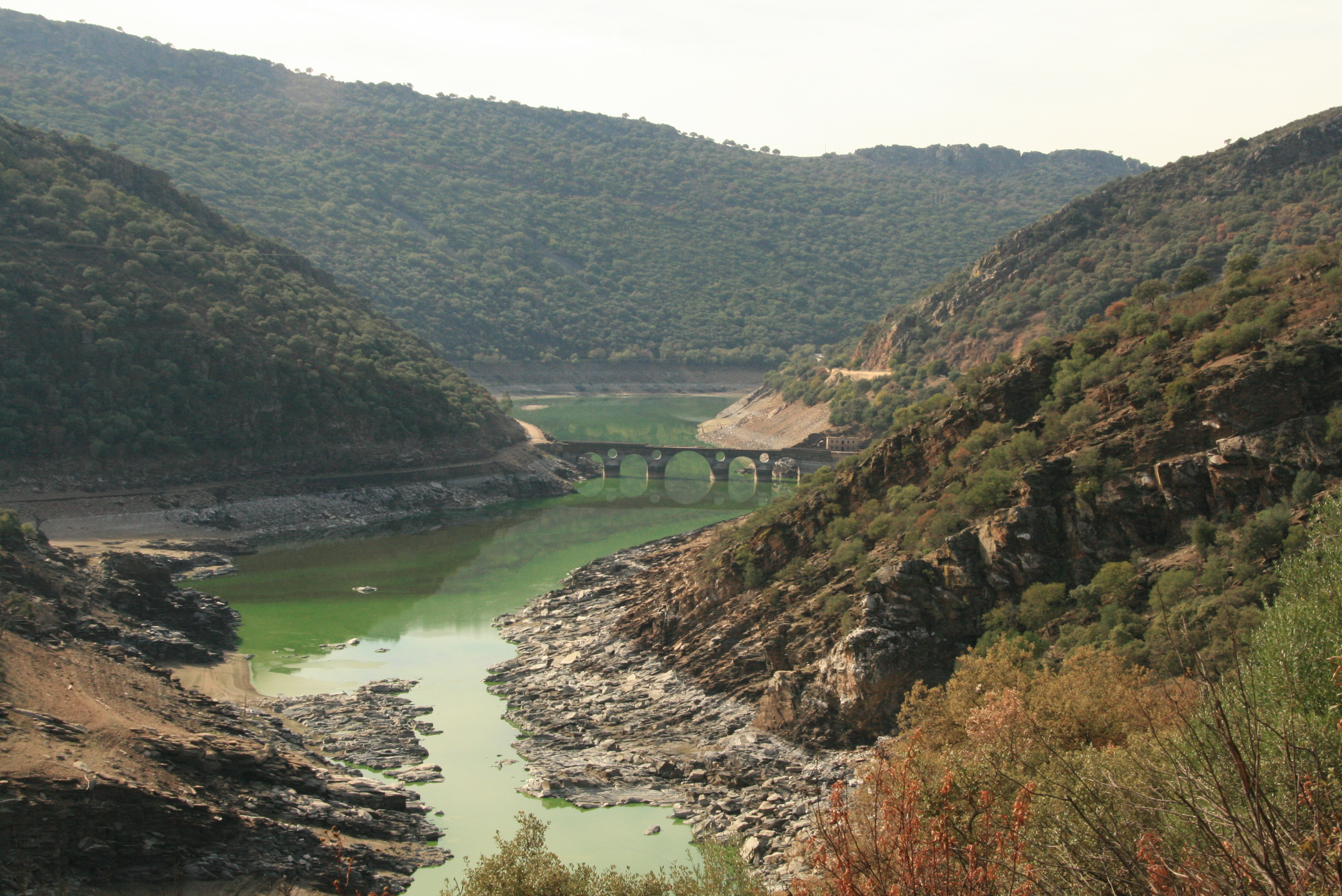
Puente del Cardenal
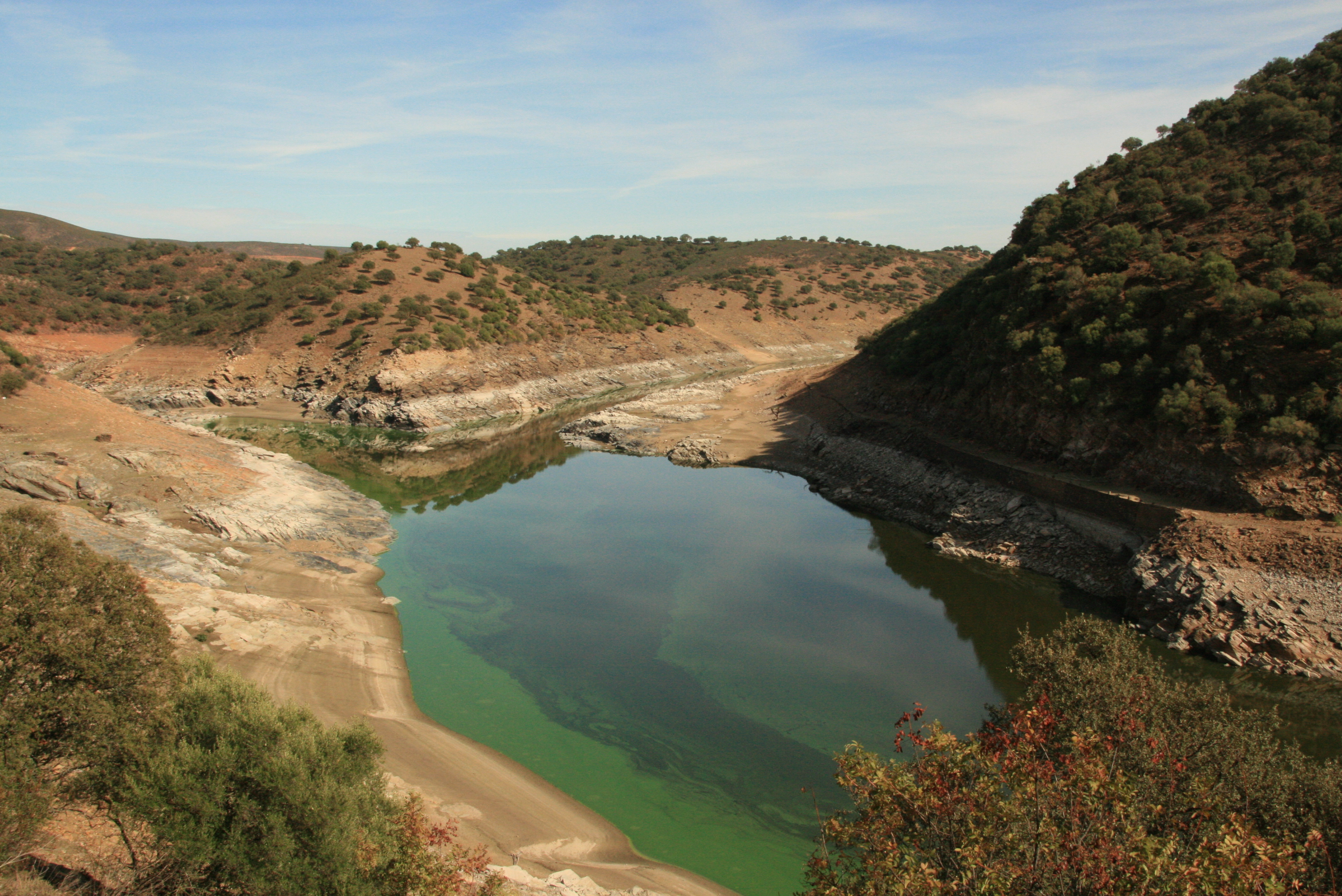
Einmündung des Río Tiétar (links) in den Río Tajo (rechts)

## Comarca
Die Comarca de Arenas de San Pedro wird manchmal auch als Comarca del Valle del Tiétar bezeichnet.